# Ellsworth (Wisconsin)
Pour les articles homonymes, voir Ellsworth.
Ellsworth est le siège du comté de Pierce, dans le Wisconsin, aux États-Unis d'Amérique.
Il comptait 3 284 habitants au recensement de 2010.
Le village fut nommé en hommage à Elmer E. Ellsworth, une des premières victimes de la guerre de Sécession.